# دیوید هیتر

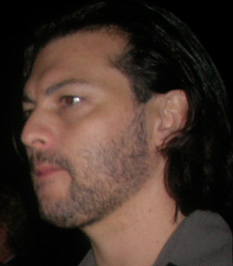
تصویری از دوید برایان هیتر

دیوید برایان هِیتر (انگلیسی: David Hayter؛ زادهٔ ۶ فوریهٔ ۱۹۶۹) یک هنرپیشه، صداپیشه، کارگردان و فیلم‌نامه‌نویس اهل ایالات متحده آمریکا است. او به عنوان نویسندهٔ فیلم‌هایی همچون مردان اکس، اکس۲ و نگهبانان شناخته شده‌است. در حرفهٔ صداپیشگی، مشهورترین نقش دیوید هیتر، صدای شخصیت‌های سالید اسنیک و بیگ باس از سال ۱۹۹۸، در سری بازی‌های ویدئویی متال گیر است. اما در سال ۲۰۱۰، اعلام شد شخص دیگری به جای شخصیت بیگ باس صداپیشگی خواهد کرد، و در نتیجه کیفر ساترلند جایگزین او شد.

## فیلم شناسی
- مردان ایکس (فیلم) (۲۰۰۰) (نویسنده)
- ایکس ۲: مردان متحد (۲۰۰۳) (نویسنده)
- نگهبانان (فیلم ۲۰۰۹) (۲۰۰۹) (نویسنده)
- گرگ‌ها (فیلم ۲۰۱۴) (۲۰۱۴) (نویسنده)